# Антоній Нестаровський

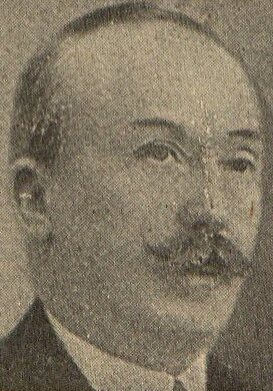

Антоній Нестаровський (пол. Antoni Nestarowski, 1873 — 1954, Битом) — архітектор. 1912 року спільно з будівничим Адамом Драневичем, під керівництвом Адама Топольницького проводив комплексну реставрацію собору святого Юра у Львові. Спроектував у Львові житлові будинки на нинішній вулиці Кокорудза 7 і 12 (1910–1912). Автор проекту будинку на вулиці Академіка Рудницького. Безоплатно співпрацював із Рудольфом Індрухом при спорудженні меморіалу полякам, загиблим у польсько-українській війні («Меморіал орлят»). Серед загиблих був зокрема молодший син Нестаровського, Адам. Після смерті Індруха у 1927 році Нестаровський продовжив керівництво будовою цвинтаря, виконував поточні проектні роботи. Так само безкоштовно керував спорудженням пам'ятника Орлятам на Персенківці за проектом Індруха (знищений після Другої світової війни). Проживав у Львові в будинку номер 7а на нинішній вулиці Кокорудза. Після Другої світової війни виїхав до міста Битом у Польщі, де і помер.